# Бжеще (гмина)
Бжеще (пол. Brzeszcze) — городско-сельская гмина (волость) в Польше, входит как административная единица в Освенцимский повет, Малопольское воеводство. Население — 21 607 человек (на 2004 год).

## Демография
| Перепись                       | Всего   | Всего | Женщины | Женщины | Мужчины | Мужчины |
| ------------------------------ | ------- | ----- | ------- | ------- | ------- | ------- |
| Единицы                        | человек | %     | человек | %       | человек | %       |
| Население                      | 21 607  | 100   | 11 031  | 51,1    | 10 576  | 48,9    |
| Плотность населения (чел./км²) | 468,4   | 468,4 | 239,1   | 239,1   | 229,3   | 229,3   |

## Соседние гмины
1. Гмина Кенты
2. Гмина Медзьна
3. Гмина Освенцим
4. Гмина Вилямовице